# 키 (공학)
키(key)는 핸들, 벨트 풀리나 기어 등의 회전체를 축과 고정하여 회전력을 전달할 때 쓰이는 기계 요소이다. 회전을 전달하여 전단력을 받기 때문에 재질은 축보다 약간 강한 재료를 사용한다. 키의 기울기는 1/100 정도이다.

## 키의 종류
- 묻힘키(Sunk key) - 가장 많이 쓰이는 키
- 안장키(saddle key)
- 평키(flat key)
- 미끄럼키(feather key)
- 접선키(tangent key)
- 반달키(woodruff key)
- 스플라인키(spline key)
- 세레이션키(seration key)

## 같이 보기
- 핀
- 세레이션